# Charles Batteux

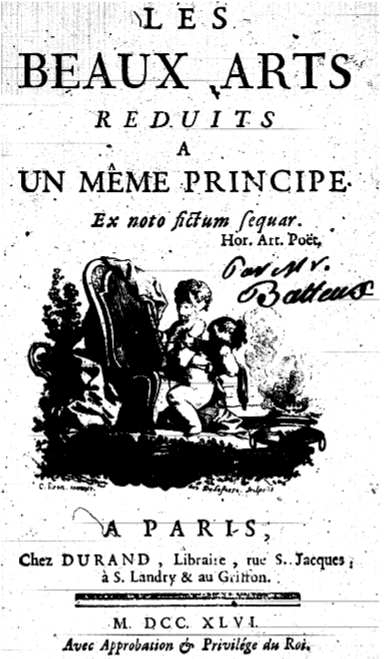
Batteux Les beaux-arts réduits à un même principe, 1746.

Charles Batteux, född 6 maj 1713, död 14 juli 1780, var en fransk filosof och estetiker.
Batteux främsta verk, Les beaux arts réduits à un même principe, utkom 1746. Den princip som Batteux lägger till grund för sin förklaring om konsten är den aristoteliska efterbildningsdriften. Konsten har till uppgift att efterbilda naturen, men inte naturen i allmänhet, utan endast den sköna naturen. En annan av hans uppfattningar är den om entusiasmen som en huvudegenskap hos geniet. I Cours des belles lettres (1747) tillämpade han sina principer på de olika diktarterna. De båda verken sammanförde han sedan under en gemensam titel Principe de la littérature (1747-55). Batteux utövade ett djupgående inflytande på 1700-talets estetiska åskådning. I Sverige har han bland annat påverkat Olof Bergklint, Jacob Fredrik Neikter och Johan Henric Kellgren.